# Borháza
Borháza (szlovénül: Boreča, régi vend neve Boriče) falu Szlovéniában, a Muravidéken, Péterhegy községhez tartozik.

## Fekvése
Muraszombattól 25 km-re északra, a magyar határhoz közel,  Felsőlendva mellett fekszik. A település dombvidéki jellegű. A legutóbbi adatok szerint 106 lakója van.

## Nevének eredete
A 19. századig Borecsa, vagy Boriche néven szerepelt a térképeken, amit Borházára magyarosítottak. A régi név összefügghet a vend borič szóval, ami egy fenyőfajtát jelöl, tehát tulajdonképpen nincs köze a bor szóhoz.

## Története
A régészeti leletek tanúsága szerint területén már a rézkorban is éltek emberek. Határában a Na ogradaj dűlőben római kori halomsírok találhatók. Közvetett források szerint a falu már a 12. században is létezett. Első írásos említése "Burecha" alakban 1387-ből származik. Ekkor adja Zsigmond király a dobrai uradalmat Felsőlendvai Széchy Miklós nádornak.  Előbb a dobrai vár, majd a felsőlendvai uradalom részét képezte. 1499-ben "Borecha" alakban említik. Templomát 1521-ben Széchy Tamás építtette. 1664 júliusában a szentgotthárdi csata előestéjén a falut elpusztította a török. 1698-ban a győri püspökség feljegyzésében "Borecsa" néven a péterhegyi Szentháromság plébániához tartozott. Ekkor említik, hogy a templom egy török támadás következtében súlyosan megrongálódott. A Széchy család fiágának kihalása után 1685-ban Felsőlendva új birtokosa Nádasdy Ferenc, Széchy Katalin férje lett. Ezután az uradalommal együtt egészen a 19. század második feléig a Nádasdyaké. 1837-ben a Tótsági járás egyik faluja volt 102 katolikus és 103 evangélikus lakossal, a Nádasdy-család birtokában. A Nádasdyak után a helyi Muray és Vidos családok kezében volt.
Vályi András szerint " BORECZA. Tót falu Vas Vármegyében, földes Ura Gróf Nádasdy Uraság, lakosai katolikusok, fekszik Sz. Gothárdtól egy mértföldnyire. Határja középszerű, szőlei is vagynak, réttyeik, ’s legelőjök elég, fájok is tűzre van, második Osztálybéli."
Fényes Elek szerint " Borecsa, vindus falu, Vas vármegyében, 103 kath., 93 evang. lak. F. u. gr. Nádasdy. Ut. p. Radkersburg."
Vas vármegye monográfiája szerint " Borháza. Házszám 49, lélekszám 273. R. kath. és ág. ev. lakosai vendek. Postája Tót-Keresztur, távirója Csákány. Gótikus kápolnája a XVI. században épült. A község határában gazdag kavicsbányák vannak. Földesurai voltak a Széchenyi, Nádasdy, Muray és Vidos családok."
1890-ben Borházának 273 lakosa volt, közülük 270 szlovén és 3 német volt. 1910-ben 289, túlnyomórészt szlovén lakosa volt.
A trianoni békeszerződés előtt Vas vármegye Muraszombati járásához tartozott, majd a Vendvidéki Köztársaság, utána a Szerb–Horvát–Szlovén Királyság (1929-től Jugoszlávia) vette birtokba. Az 1921-ben megtartott népszámlálás szerint 303 szlovén lakosa volt, közülük 179 katolikus és 124 evangélikus. 1931-ben 265 volt a lakosság száma. 1941-45 között újból magyar, után ismét jugoszláv fennhatóság alá került. 1971-ben 49 házat, 47 háztartást és 193 lakost számláltak a településen.1991 óta a független Szlovénia része. 1991-ben a lakosság száma már csak 142, 2002-ben pedig 106 volt.

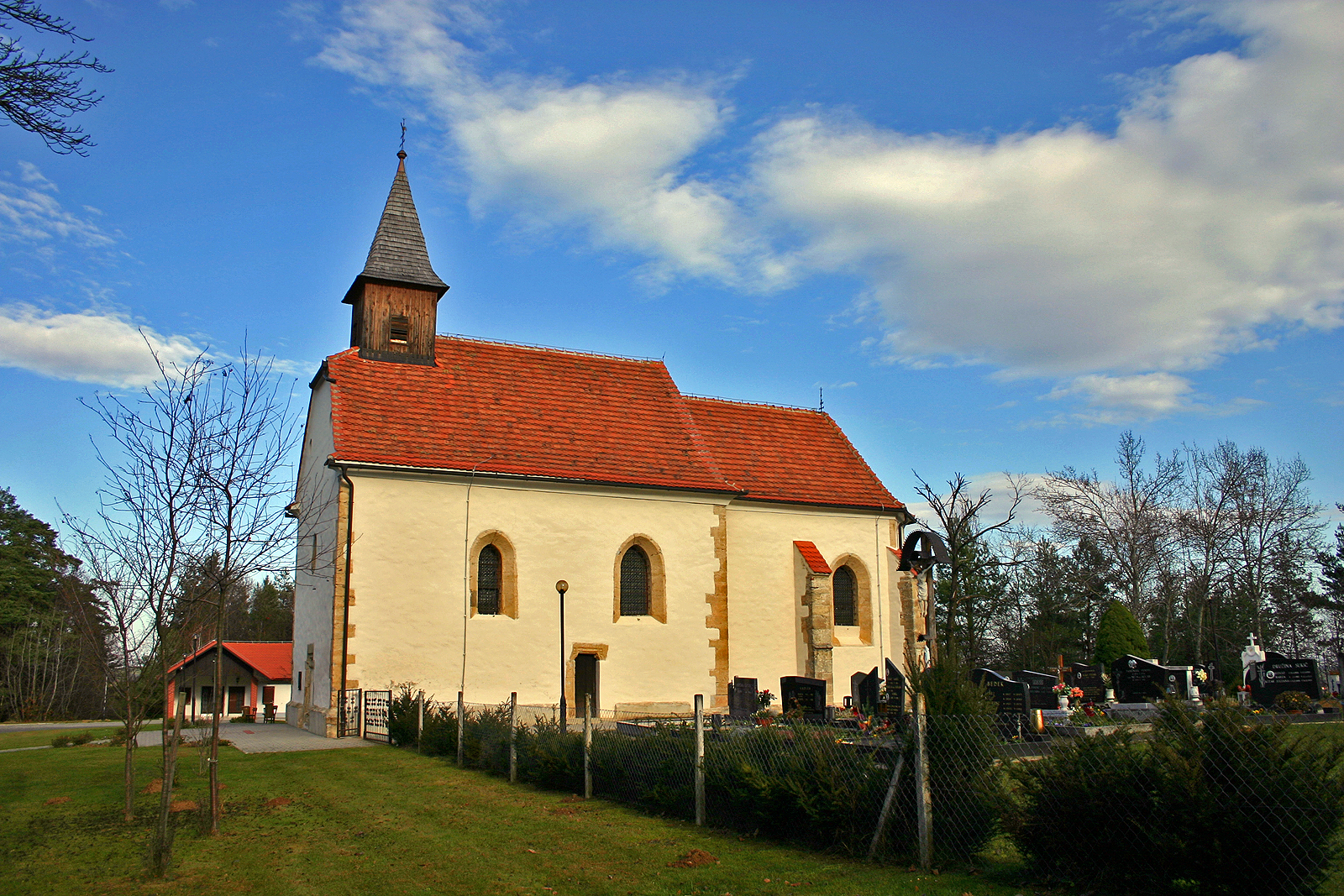
A Szent Anna-templom

## Nevezetességei
- Szent Anna tiszteletére szentelt római katolikus temploma a falun kívül, attól délkeletre egy 395 méteres magaslaton áll. 1521-ben épült késő gótikus stílusban, aránylag hosszú hajóval és sokszögzáródású szentéllyel. Építtetője a falu akkori ura Széchy Tamás volt, aki öt évvel később elesett a mohácsi csatában. Ebből a korból származik a nyugati oldalon található főkapuzat. 1739-ben a templomot gróf Nádasdy Lipót és Groll Adolf győri püspök költségén renoválták, belsejét barokk stílusban építették át. 1911-ben újra restaurálták, ekkor készült új oltára is. Berendezése neogótikus. A Muraszombati egyházmegyéhez tartozik. A templom mellett található a falu temetője, ahova a szomszédos Sándorvölgy és Gyanafa lakói is temetkeznek.
- A faluban evangélikus harangláb is található, mely szintén a műemléki védelem alatt áll.

## Híres emberek
- Ficzkó József gradistyei nyelven alkotó író